# Американска тръноопашата потапница
Американската тръноопашата потапница, известна още като ямайска потапница (Oxyura jamaicensis), е птица от семейство Патицови.

## Физически характеристики
Това е тумбеста патица с щръкнала нагоре опашка. Държи главата си прибрана към тялото. Има изразен полов диморфизъм.
Мъжките са червено-кафяви с бял корем. Темето и главата са черни, а лицето е бяло. Клюнът и стъпалата са синьо-сиви.
Женските и младите патици са пъстрокафяви. Темето е черно, а бузите са светлокафяви.

## Разпространение
Разпространена е в Северна Америка и е рядък представител на южната част на Пиренейския полуостров.

## Подвидове
- O. j. jamaicensis
- O. j. andina
- O. j. ferruginea